# Margarethe Furcht
Margarethe Furcht, née le 10 novembre 1879 à Vienne, morte le 12 février 1976 à Londres, est une chimiste austro-britannique. Elle est la première diplômée docteur en chimie de l'université de Vienne, en 1902.

## Biographie
Margarethe Furcht nait à Vienne dans une famille juive peu fortunée. Son père est agent de change. Elle suit sa scolarité dans des écoles de filles, dont trois années de collège puis six années dans le premier lycée viennois ouvert en 1992 aux jeunes filles et géré par l'association pour l'éducation avancée des femmes. Afin de pouvoir passer en 1898 le Matura, titre nécessaire pour pouvoir postuler à l'université, elle suit des cours en candidate externe dans un lycée de garçons. Elle bénéficie pour son cursus universitaire d'un bourse que lui octroie Marie von Najmajer (de),  une poète militant par ailleurs pour l'éducation des femmes.
Elle obtient son doctorat de chimie en juillet 1902. Son mémoire Über die Esterbildung von aromatischen Sulfosäuren, publié en 1902 — dont elle est créditée avec son directeur de thèse, le professeur Rudolf Wegscheider, conformément à la tradition d'alors —, est  la deuxième publication scientifique en chimie d'une femme dans la revue Monatshefte für Chemie : compte-tenu de l'ouverture très tardive, en 1897, de l'université de philosophie, à laquelle est rattachée le département de chimie, c'est l'article d'une étrangère, l'australienne Agnes Kelly, qui est le premier article co-écrit par une femme accepté par la revue
Après avoir obtenu son diplôme le 19 juillet 1902, elle travaille au Technologische Gewerbemuseum. Elle publie par la suite des articles sur les sels d'argent de l'acide lévulinique, sur des innovations dans l'industrie du savon et sur des développements dans le domaine des explosifs modernes. Au début des années 1930, elle est employée à l'usine viennoise Gustav Ganz & Co. Là, elle participe à l'amélioration des tubes radio, en particulier des « tubes cathodiques à haute tension » de type OSTAR. Dans l'entre-deux-guerres, elle apparaît comme co-auteur de plusieurs brevets.
À la suite de l'occupation de l'Autriche par les troupes allemandes en mars 1938, Margarethe Furcht émigre en Angleterre et travaille comme chimiste industrielle à Londres. Elle meurt à l'âge de 96 ans le 12 février 1976 à Londres.